# 拉格兰德 (阿拉巴马州)
拉格兰德（英文：Ragland），是美国阿拉巴马州下属的一座城市。面积约为16.83平方英里（约合43.58平方公里）。根据2010年美国人口普查，该市有人口1,639人，人口密度为97.41/平方英里（约合37.61/平方公里）。